# Zeriassa sudanica
Zeriassa sudanica är en spindeldjursart som beskrevs av Roewer 1933. Zeriassa sudanica ingår i släktet Zeriassa och familjen Solpugidae. Inga underarter finns listade i Catalogue of Life.